# 烏雷凱什蒂鄉 (弗朗恰縣)
45°36′37″N 27°06′13″E / 45.6102°N 27.1037°E
烏雷凱什蒂鄉（羅馬尼亞語：Comuna Urechești, Vrancea），是個位於羅馬尼亞東部的鄉份，由弗朗恰縣負責管轄，面積18平方公里，海拔高度155米，2002年人口2,591，人口密度每平方公里147人。